# Zelandotipula novarae
Zelandotipula novarae är en tvåvingeart som först beskrevs av Ignaz Rudolph Schiner 1868.  Zelandotipula novarae ingår i släktet Zelandotipula och familjen storharkrankar. Inga underarter finns listade i Catalogue of Life.